# Bob Schul
Robert Keyser (Bob) Schul (West Milton (Ohio), 28 september 1937 – Middletown (Ohio), 16 juni 2024) was een Amerikaanse middellange- en langeafstandsloper, die gespecialiseerd was in de 5000 m. Hij werd olympisch kampioen en Amerikaans kampioen op deze afstand.

## Biografie

### Jeugd
Bob Schul werd geboren en groeide op in een boerderij in West Milton. Hij begon met hardlopen op de Highschool, maar zijn resultaten waren toentertijd nog niet noemenswaardig. In 1959 ging hij bij de luchtmacht, waarnaast hij door ging met trainen. In 1961 bracht Max Truex hem in contact met de Hongaarse trainer Mihaly Igloi. Onder zijn leiding werd hij derde bij de Amerikaanse kampioenschappen op de 3000 m steeplechase. Door zijn vele blessures kon hij voor 1964 niet echt doorbreken.

### Wereldrecord en olympisch kampioen
Zijn grootste prestatie leverde Schul in 1964. Hij verbeterde het Amerikaanse record op de 5000 m en op 29 augustus 1964 in Los Angeles het wereldrecord op de 2 Eng. mijl naar 8.26,4. Met het winnen van de Amerikaanse olympische selectiewedstrijden kwalificeerde hij zich eenvoudig voor de Olympische Spelen. Op de Spelen van Tokio won hij de 5000 m, die in de hevige regen werd gelopen. De Fransman Michel Jazy leek de eindoverwinning naar zich toe te trekken, maar werd op het laatst ingehaald. Met een tijd van 13.48,8 eindigde Schul voor de Duitser Harald Norpoth (zilver; 13.49,6) en zijn landgenoot Bill Dellinger (brons; 13.49,8).
Dit was de enige grote overwinning in zijn sportcarrière. Later veroverde Schul nog de Amerikaanse titel op de 3 mijl, maar kwam nooit meer op zijn oude niveau.
Na zijn atletiekloopbaan werd Bob Schul actief als atletiektrainer.
Schul overleed op 16 juni 2024 op 86-jarige leeftijd.

## Titels
- Olympisch kampioen 5000 m - 1964
- Amerikaans kampioen 3 Eng. mijl - 1965
- Amerikaans kampioen 5000 m - 1964

## Persoonlijke records
| Onderdeel      | Prestatie       | Datum            | Plaats         |
| -------------- | --------------- | ---------------- | -------------- |
| 1500 m         | 3.40,7          | 7 juli 1965      | Keulen         |
| 1 Eng. mijl    | 3.58,9          | 12 augustus 1964 | Los Angeles    |
| 2 Eng. mijl    | 8.26,3 (ex-WR)  | 29 augustus 1964 | Woodland Hills |
| 5000 m         | 13.38,0 (ex-NR) | 15 juli 1964     | Compton        |
| 3000 m steeple | 8.47,8          | 1961             |                |

## Wereldrecord
| Tijd        | Plaats | Datum            | Plaats      |
| ----------- | ------ | ---------------- | ----------- |
| 2 Eng. mijl | 8.26,3 | 29 augustus 1964 | Los Angeles |

## Palmares

### 3 Eng. mijl
- 1965:  Amerikaanse kamp. - 13.10,4

### 5000 m
- 1963:  Pan-Amerikaanse Spelen - 14.29,21
- 1964:  Amerikaanse kamp. - 13.56,2
- 1964:  OS - 13.48,8

1912: Hannes Kolehmainen ·
1920: Joseph Guillemot ·
1924: Paavo Nurmi ·
1928: Ville Ritola ·
1932: Lauri Lehtinen ·
1936: Gunnar Höckert ·
1948: Gaston Reiff ·
1952: Emil Zátopek ·
1956: Vladimir Koets ·
1960: Murray Halberg ·
1964: Bob Schul ·
1968: Mohammed Gammoudi ·
1972: Lasse Virén ·
1976: Lasse Virén ·
1980: Miruts Yifter ·
1984: Saïd Aouita ·
1988: John Ngugi ·
1992: Dieter Baumann ·
1996: Vénuste Niyongabo ·
2000: Millon Wolde ·
2004: Hicham El Guerrouj ·
2008: Kenenisa Bekele ·
2012: Mo Farah ·
2016: Mo Farah ·
2020: Joshua Cheptegei ·
2024: Jakob Ingebrigtsen
- Gemeinsame Normdatei: 1061402282
- International Standard Name Identifier: 0000 0000 2274 3674
- Library of Congress Control Number: n00104388
- Virtual International Authority File: 28310697
- WorldCat: E39PCjFGDGTDRFhwpbD3v4QP43